# 14. århundrede f.Kr.
14. århundrede f.Kr.
Århundreder: 15. århundrede f.Kr. – 14. århundrede f.Kr. – 13. århundrede f.Kr.